# Tranzystor ostrzowy

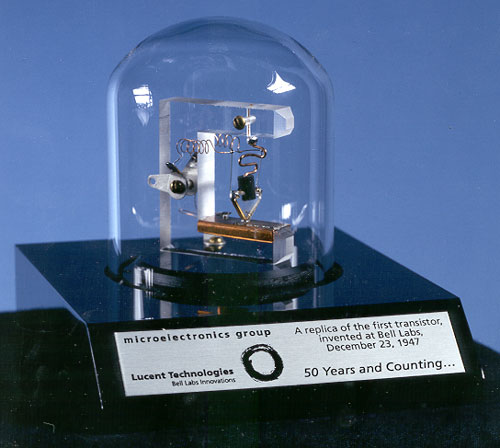
Replika pierwszego tranzystora ostrzowego firmy Bell Telephone Laboratories

Tranzystor ostrzowy – pierwszy działający typ tranzystora, skonstruowany 16 grudnia 1947 r. w laboratoriach firmy Bell Telephone Laboratories przez Johna Bardeena oraz Waltera Housera Brattaina. W następnym roku Bell wyprodukował pierwszą serię 3700 tranzystorów ostrzowych Type A, a Raytheon wprowadził do produkcji pierwszy typ komercyjny CK703. Tranzystory ostrzowe zostały bardzo szybko (w przeciągu paru lat) wyparte przez tranzystory złączowe (warstwowe), skonstruowane przez Williama Bradforda Shockleya z tego samego laboratorium. Mimo krótkiego czasu produkcji, tranzystory ostrzowe znalazły zastosowanie w aparatach słuchowych, radiowych, a nawet zbudowano na nich komputery (Uniwersytet w Manchesterze, 1953). Ostatnie tranzystory ostrzowe wycofano z produkcji prawdopodobnie jeszcze w latach 50 XX w.
W Polsce poczynając od 1953 roku zbudowano trzy doświadczalne serie tranzystorów ostrzowych TP1, TP2 i TP3 (od „tranzystor punktowy”). Tranzystor TP1 został wykonany w liczbie około 250 sztuk, był bardzo nietrwały – jedynie 10% przetrwało okres 6 miesięcy. Tranzystorów TP2 i TP3 wykonano po około 150 sztuk. Nie weszły do produkcji seryjnej.